# Lippe (Fluss)

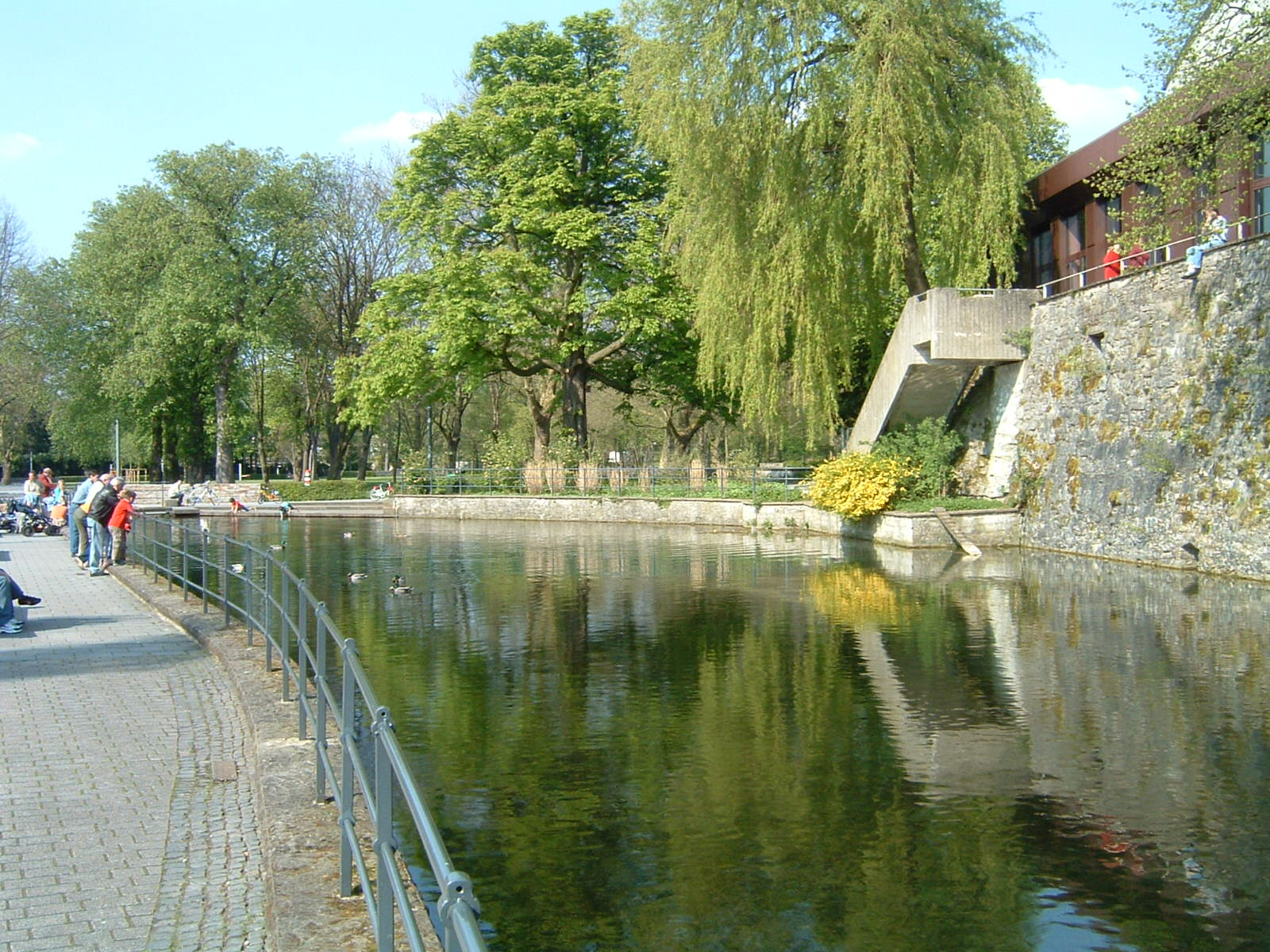
Die Lippequelle in Bad Lippspringe, rechts die Burg

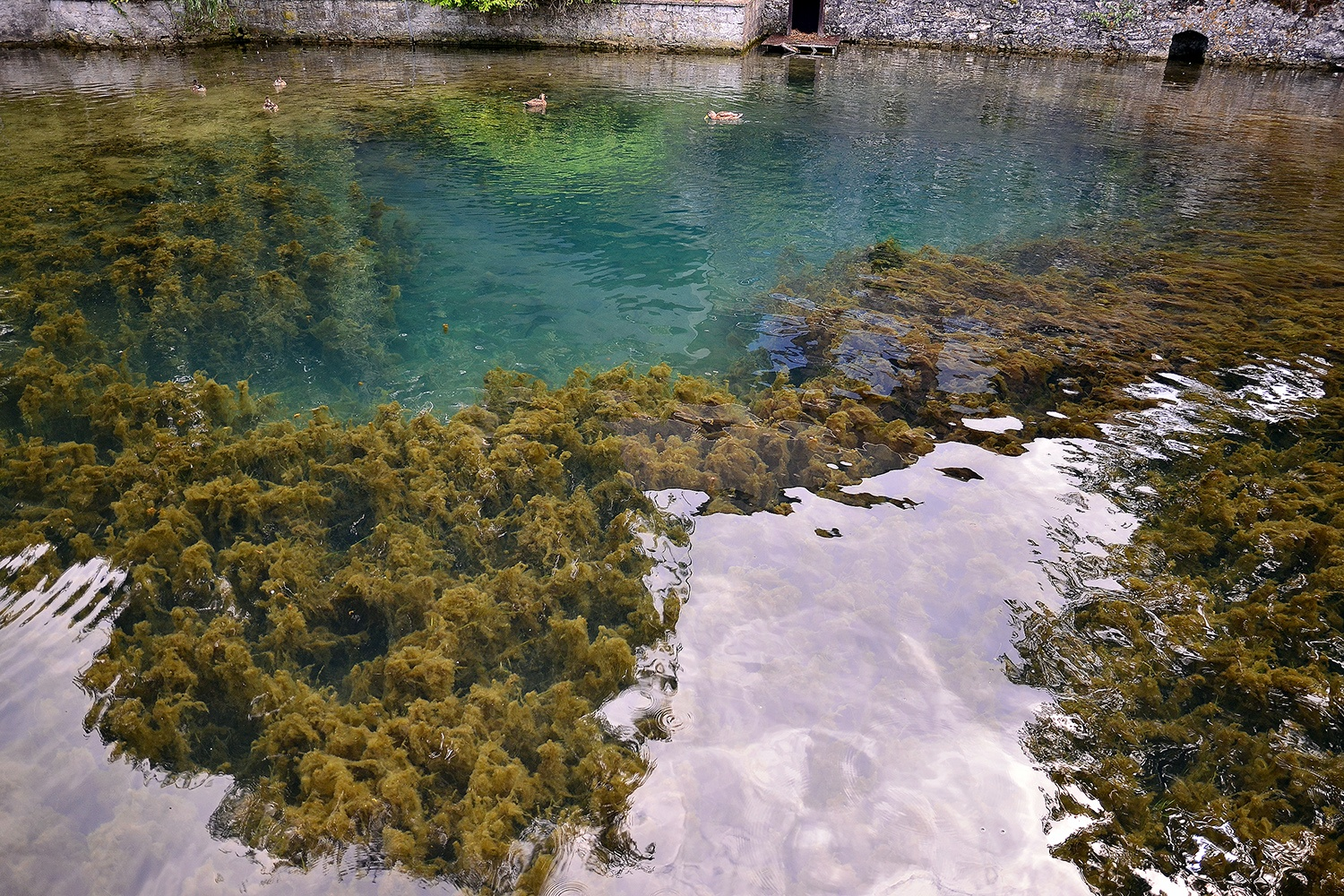
Odins Auge, ein besonders markanter Quelltopf der Lippequelle

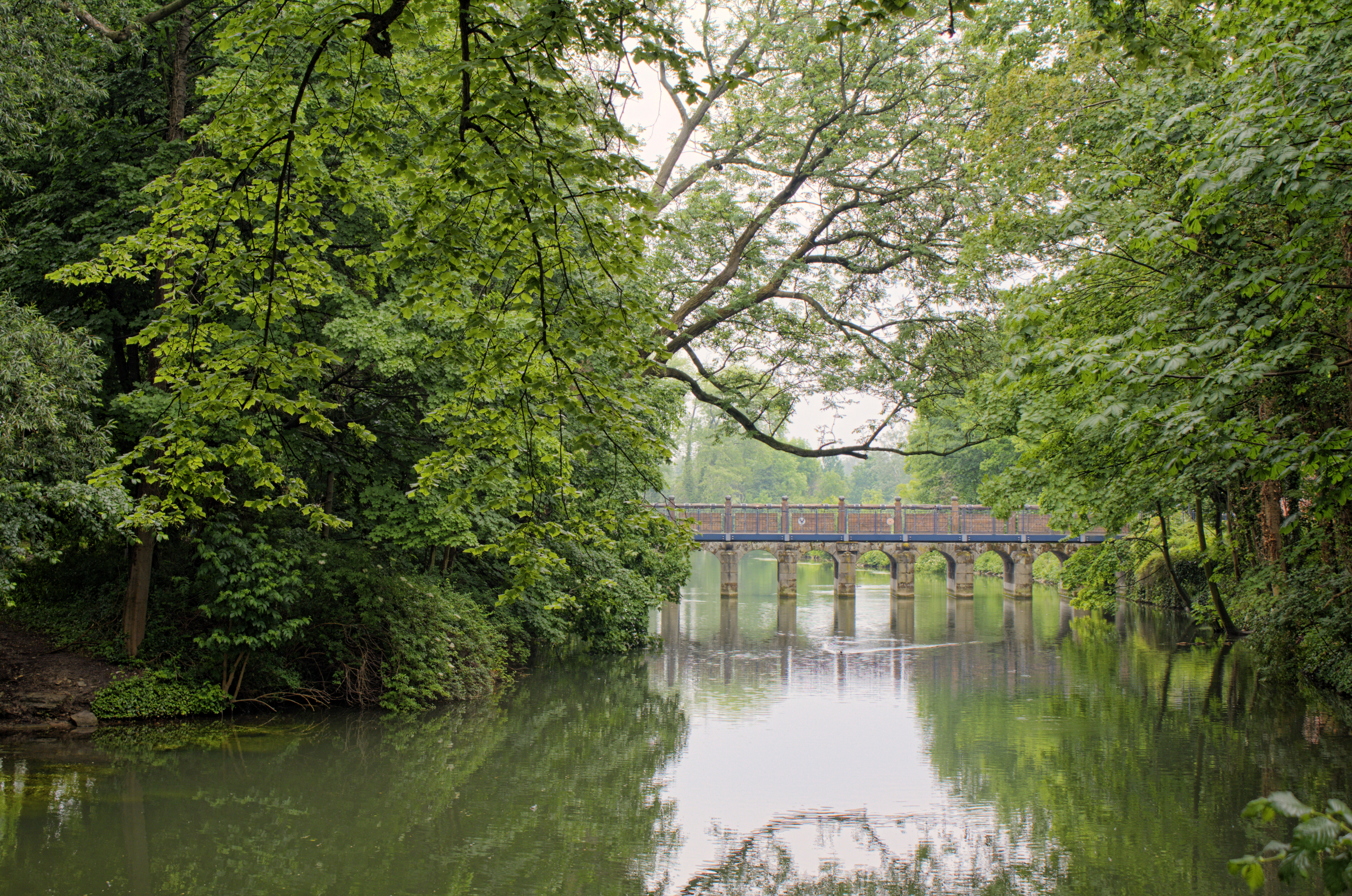
Lippe in Lippstadt

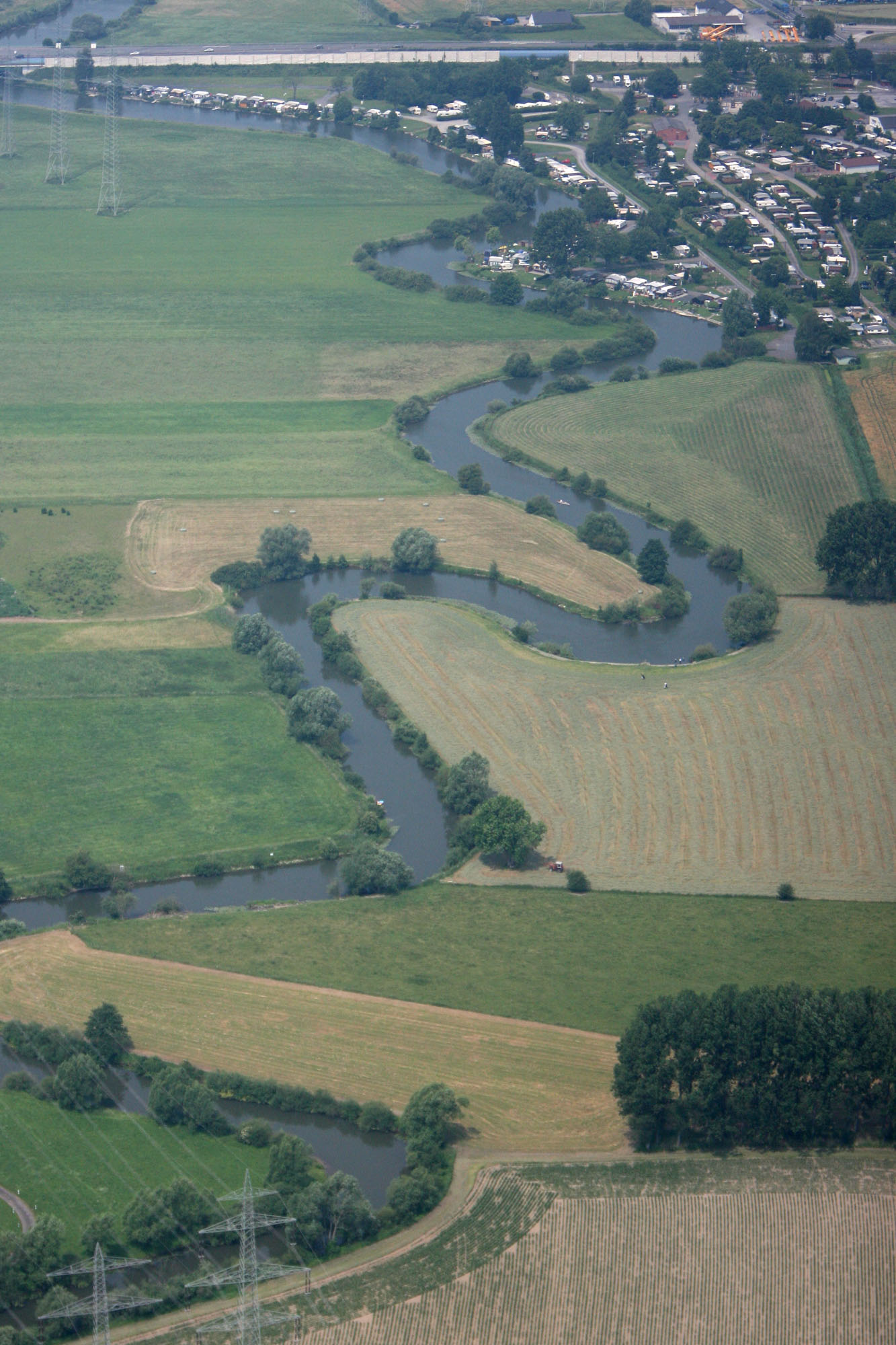
Mäandrierende Lippe zwischen Lippborg und Schmehausen

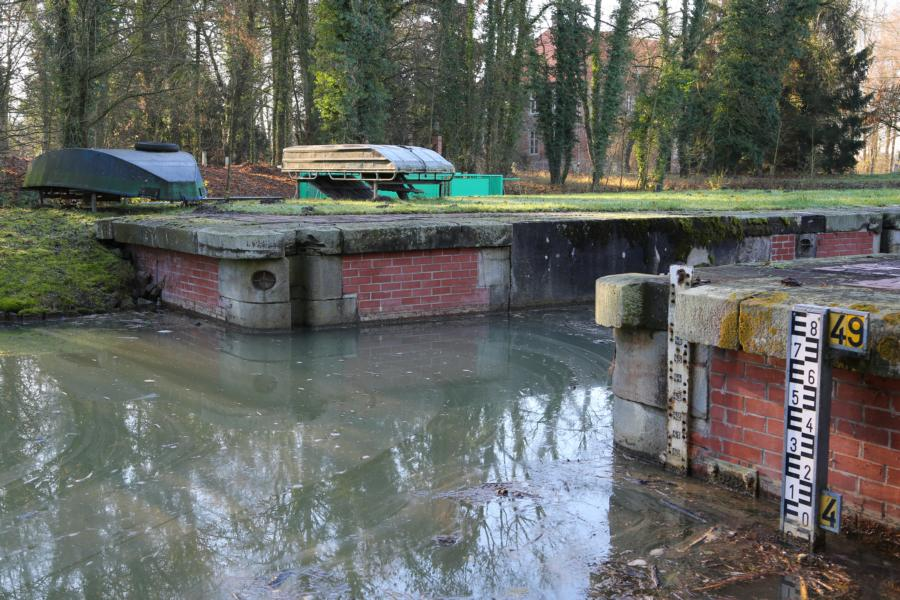
Lippeschleuse Uentrop am Haus Uentrop in Lippborg

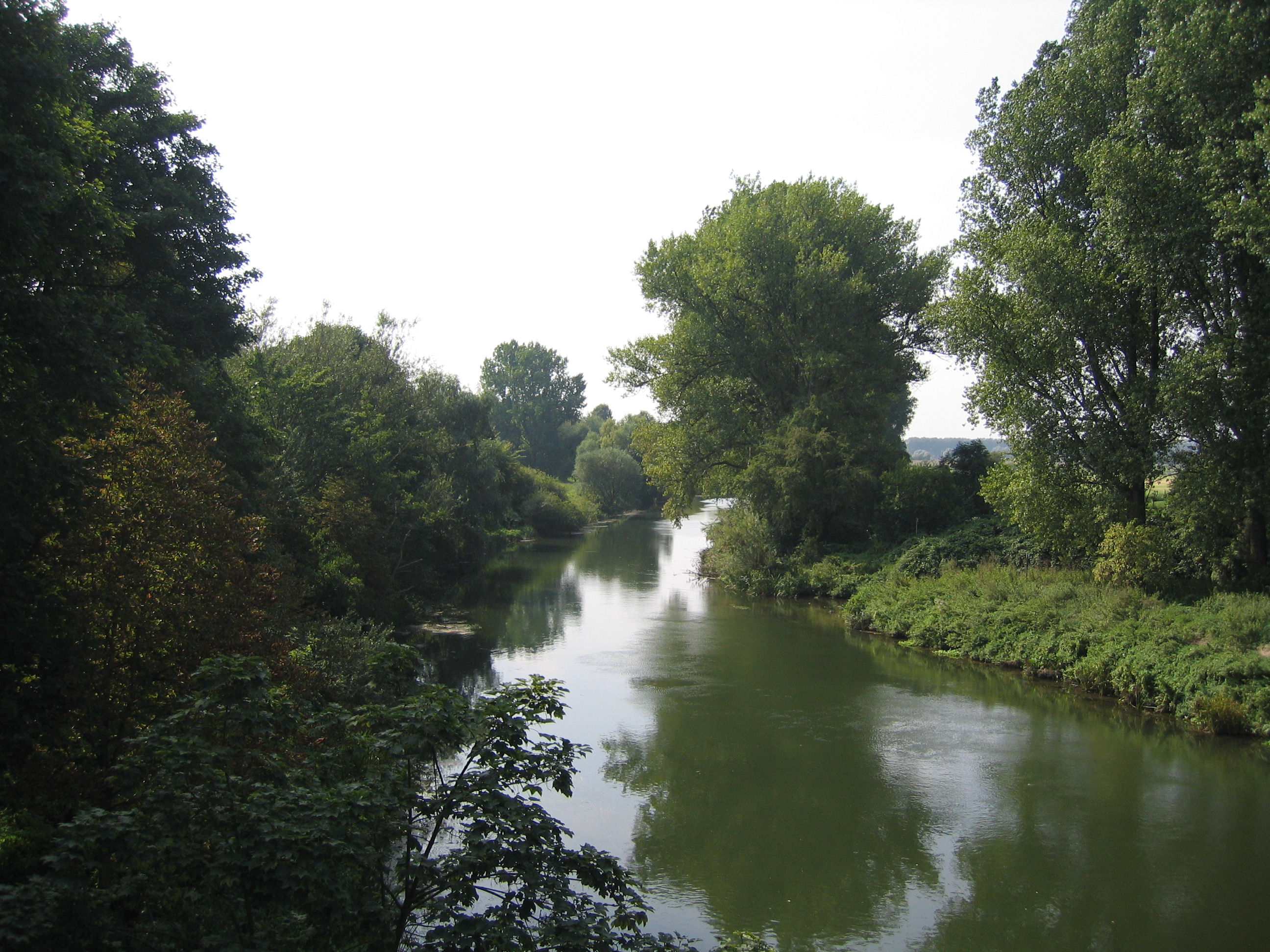
Lippe zwischen Werne und Bergkamen

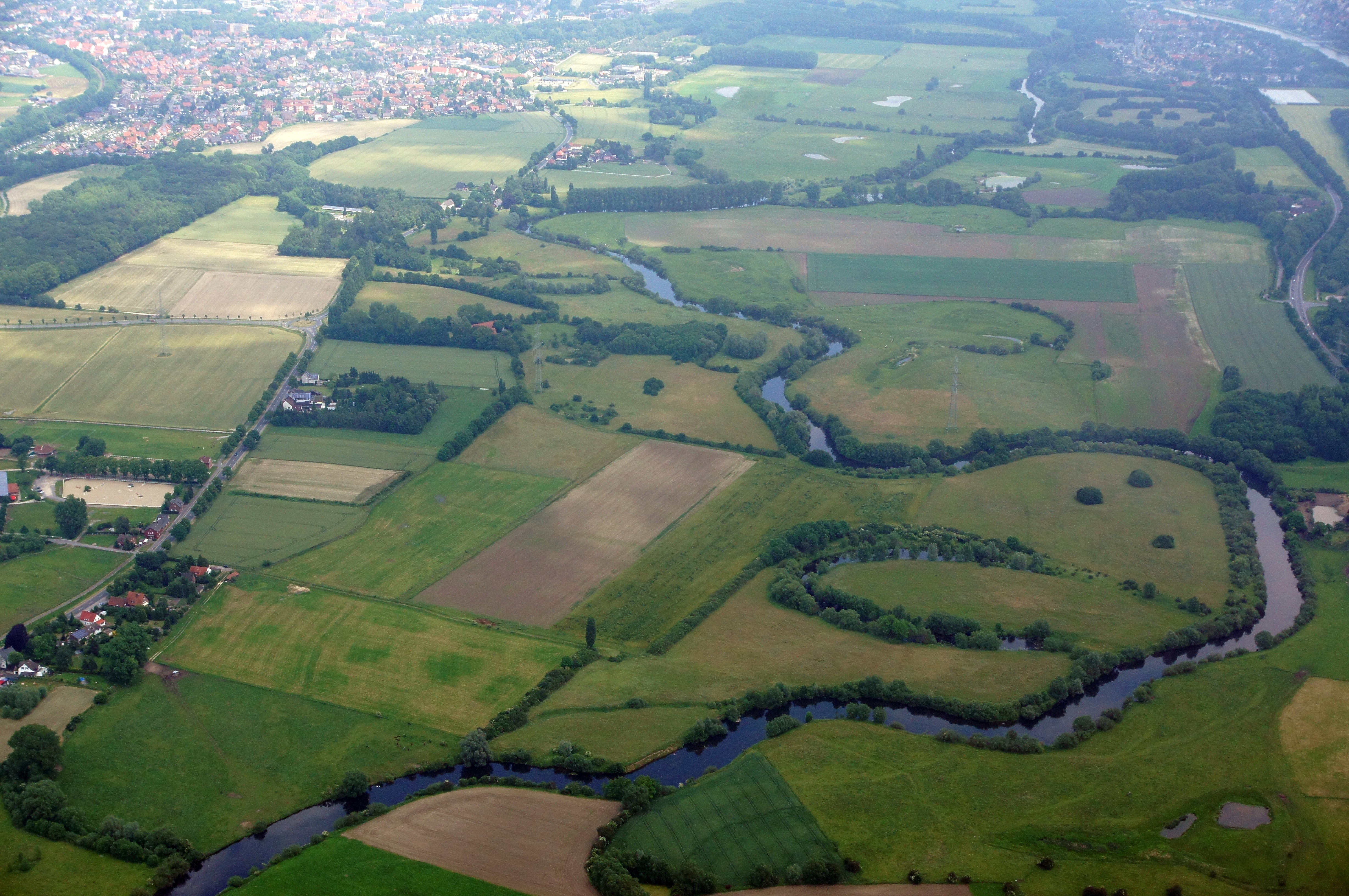
Lippe bei Werne, Blick von Westen, links im Hintergrund die Stadt Werne

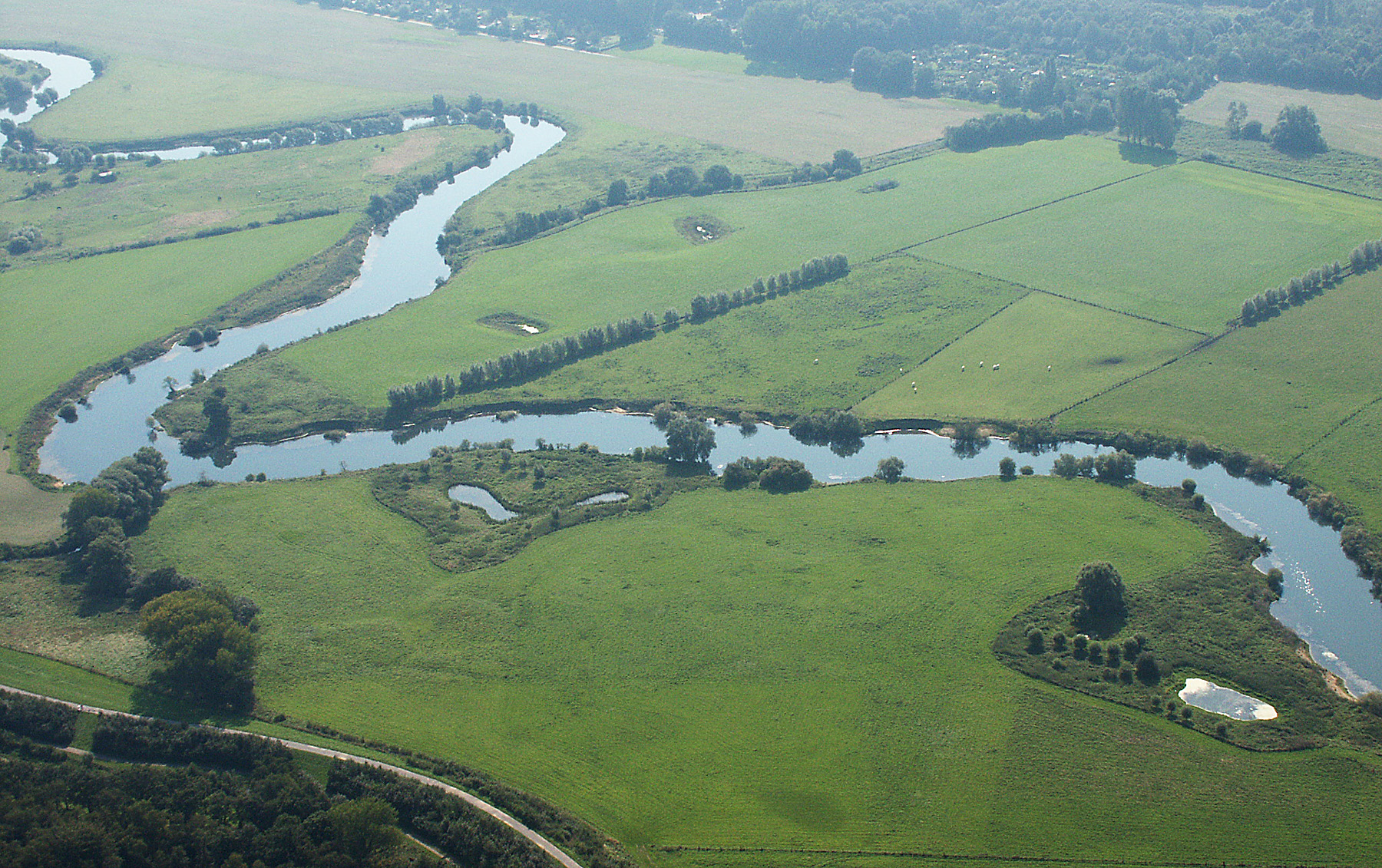
Die Lippe westlich von Lünen

Die Lippe ist ein 220 km langer rechter Nebenfluss des Rheins in Nordrhein-Westfalen mit einem Einzugsgebiet von 4.889,9 km².
2018 erhielt die Lippe die Auszeichnung Flusslandschaft des Jahres.
Am Pegel Hamm weist die Lippe einen mittleren Abfluss von 23 m³/s auf; dieser steigt bis zur Mündung bei Wesel auf 45 m³/s.

## Name
Der Name der Lippe ist seit der Antike infolge der Expansion des Imperium Romanum in den germanischen Raum durch die zeitgenössischen Historiographen und Autoren (Strabon, Velleius Paterculus, Pomponius Mela, Tacitus, Claudius Ptolemäus und Cassius Dio) in der lateinischen Form Lupia überliefert. Für den Zeitraum von 496 bis 506 erscheint der Name beim Geographen von Ravenna (4,17) in der Form Lippa. In der folgenden früh- und hochmittelalterlichen Zeit ist der Flussname eng mit zahlreichen am Lauf gelegenen Ortsnamen verbunden, wie beispielsweise für das Jahr 780 für den Quellort Lippspringe der Beleg als Lippiogyspringiae curte sowie für Lippstadt ein Beleg von 1129 als de Lippa. Lippborg deutet auf eine Burg (Borg) an der Lippe hin und wird erstmals 1189 erwähnt.
Als Grundform des heutigen deutschen Namens und der antiken lateinischen Form ist das germanische *Lipjā mit der später erfolgten Konsonantengemination -pp- anzusetzen. Gemäß einer häufiger dargestellten Sicht handelt es sich bei der römischen Form um eine offizielle volksetymologische Anpassung des germanischen Namens an das lateinische Lexem Lupus für „Wolf“. Dieser Sicht hält Albrecht Greule entgegen, dass nicht auszuschließen ist, dass eine lokale dialektale germanische Variante des Lippe-Namens (mutmaßlich der Unterlaufregion) als Vorlage der lateinischen Form aus germanisch *Lipjō diente. Daraus folgt, dass beide möglichen Formen germanisch *Lupjō und *Lipjō schwachstufige j-Ableitungen von Verben darstellen, die die Fließcharakteristik der Lippe beschreiben; vgl. germanisch *(s)leup-a-, altenglisch slūpan und mittelniederdeutsch slūpen mit der Bedeutung „schlüpfen, schleichen“. Des Weiteren ergeben sich vergleichsweise Belege wie das althochdeutsche sliofan für „schlüfen“ als Glosse zum lateinischen lūbricus „glatt, schlüpfrig“; die grundsprachliche Wurzel wäre in diesem Falle *(s)leub. Germanisch *(s)leip-a- für „schleifen“ oder „gleiten“ und altenglisch slipor für „glatt“, die sich vielleicht zu griechisch olibrós „schlüpfrig“ stellen lassen, weisen hingegen letztlich auf eine grundsprachliche Wurzel *(s)leib. Greule erklärt den Schwund des anlautenden s- mit der Sprecherleichterung durch die Vermeidung der erschwerenden Konsonantengruppen /sl- -pj-/ > /l- -pj-/ (also statt Schlippe). Es kann sich aber auch um Varianten der genannten Wurzeln *(s)leub und *(s)leib mit s-mobile handeln; diese Möglichkeit ist in der Notierung der Wurzeln mit *(s)- bereits angezeigt.

## Geographie

### Verlauf

#### Quelle
Die Lippe entspringt in der Kernstadt von Bad Lippspringe am Westfuß des Eggegebirges. Die Lippequelle, eine Karstquelle mit einer mittleren Schüttung von 0,74 m³/s, liegt am Südende des Arminiusparks zwischen dem Lippe-Institut im Westen und dem Kongresshaus im Osten.

#### Oberlauf
Noch in der Kernstadt fließt der Lippe der 1,85 km lange Jordan zu, dessen Quelle 420 m nordöstlich der Lippequelle liegt und der den Unterlauf des 6,7 km langen Thunebachs bildet. Die Lippe fließt in südwestlicher Richtung nach Paderborn, wo sie das Wasser von Beke, Pader, Alme und Thune aufnimmt. Am Zusammenfluss von Lippe und Pader in Schloß Neuhaus führt die Pader im Verhältnis zur Lippe etwa die dreifache Wassermenge. Einige hundert Meter flussabwärts mündet die Alme ein, die mit 59,1 km mehr als fünfmal so lang ist wie die Lippe bis zu diesem Punkt (11,2 km). Damit gehört die Lippe zu den Flusssystemen, deren Hauptstrang nicht der namentliche Quellast ist, sondern von Nebenflüssen gebildet wird (hydrologischer Hauptast: Pader, längster Fließweg: Alme).
Beim Paderborner Stadtteil Sande wurde das Wasser des Flusses seit 1989 zum Lippesee gestaut, wird jedoch seit 2005 zwecks Renaturierung zum größten Teil in der Lippeseeumflut um den See herumgeführt. Weiter fließt die Lippe in westlicher Richtung durch den südlichen Teil der Westfälischen Bucht.

#### Mittellauf
Kurz hinter Lippstadt mündet von Norden die Glenne ein. Anschließend erreicht die Lippe Lippborg mit dem rechten Zufluss Quabbe. 
In Hamm wird als größter Zufluss im Stadtgebiet die Ahse durch einen Düker unter dem Datteln-Hamm-Kanal hindurch zugeleitet. Die Mündung der Ahse wurde mit dem Bau des Kanals aus der Stadtmitte heraus nach Osten verlegt. Im weiteren Verlauf passiert die Lippe Werne und Bergkamen sowie Lünen, wo sie die Seseke aufnimmt. Im Bergkamener Stadtteil Rünthe überquert die Bundesstraße 233 den Fluss.

#### Unterlauf
Nach dem Verlassen des Lüner Stadtgebiets bildet die Lippe die Grenze zwischen den Gemeinden Selm(-Bork) rechts und Waltrop links, weiterhin zwischen Olfen (nah der Lippe liegt der Stadtteil Vinnum) und Datteln nebst Ahsen auf der linken Seite. Erst im unterhalb Ahsens folgenden Stadtgebiet von Haltern am See fließt die Lippe beiderseitig wieder durch nur einen Ort. Rechtsseitig oberhalb der Kernstadt liegt der Stadtteil Hullern, linksseitig Flaesheim und, der Kernstadt gegenüber, Hamm-Bossendorf. In Haltern fließt der Lippe von rechts einer ihrer größten Zuflüsse zu, die Stever.
Noch auf Halterner Gebiet fließt die Lippe weiter in den Stadtteil Lippramsdorf. Bereits kurz zuvor hat sie linksseitig das Stadtgebiet Marls erreicht, welches aber fast nur am Nordrand durchflossen bzw. berührt wird. Direkt am Fluss liegen nur der statistische Bezirk (Hamm)-Sickingmühle (Wohnplätze Herne und Sickingmühle, Lippramsdorf gegenüber) sowie der Chemiepark Marl mit den Wohnplätzen Ölde und Lippe der ehemaligen Bauerschaft Lippe. Hiernach fließt sie durch Dorsten (nebst Stadtteilen), Schermbeck (nebst Gahlen) und Hünxe.
Durch das 2017 abgeschlossene Flurbereinigungsverfahren sollen in den folgenden Jahren zwischen dem Wehr in Lünen-Lippholthausen, Buddenburg und dem Wehr Dahl auf dem Gebiet von Selm-Bork insgesamt elf Flussschleifen neu angelegt werden; die Lippe würde dadurch um rund 2,5 km länger. Ziel ist es auch, die Lippe – weiter – in einen „guten Zustand“ zu versetzen, d. h. eine naturnahe Gewässerstruktur zur weiteren Entwicklung der Pflanzen- und Tierwelt am Gewässer, verbunden mit wertvollerer Freizeit und Erholung.

#### Mündung
Schließlich mündet die Lippe direkt südwestlich von Wesel und kurz nach Unterqueren der Bundesstraße 58 in unmittelbarer Nachbarschaft zum Städtischen Rheinhafen Wesel in den dort von Süden heranfließenden Rhein.

### Zuflüsse

#### Graphische Darstellungen
Die folgenden Grafiken sind je in orografischer Reihenfolge von unten (Quelle) nach oben (Mündung) geordnet.

##### Längste Nebenflüsse
Die zehn längsten Nebenflüsse der Lippe (Länge über 15 km) sind:

##### Nebenflüsse mit dem größten Einzugsgebiet
Die zwölf Nebenflüsse der Lippe mit dem größten oberirdischen Einzugsgebiet (mindestens 75 km²) sind:

##### Wasserreichste Zuflüsse
Nachfolgend die MQ-Bilanz der per Pegelmessungen zuverlässig ermittelbaren Lippe-Zuflüsse (Pegelwerte siehe hier):
Erkennbar ist insbesondere, dass die kurz nacheinander mündenden Zuflüsse Pader und Alme die eigentlichen Hauptflüsse des Lippe-Oberlaufes sind.

#### Wichtigste Nebenflüsse
Nachfolgend sind alle Nebenflüsse der Lippe mit mindestens 30 km² Einzugsgebiet sowie solche mit mehr als 10 km² oberhalb von Pader und Alme aufgelistet. Die Mündungshöhen über NHN wurden per Erreichen von Höhenlinien im digitalen Geländemodell nach den folgenden Werten extrapoliert, die auch für die Mündungshöhenbestimmung anderer Zuflüsse genutzt werden können (Wehre, Sohlrampen o. Ä. sind referenziert, bei Pegeln langjährige Mittelwerte) – wobei die Genauigkeit in Dezimetern natürlich akademisch ist; durch langjährige Mittelwerte bestätigte Höhen fett (Höhen über NHN in m, Sohlgefälle abschnittsweise in ‰):
| km     | 220,4 | 215,1 | 208,5* | 199,0 | 180,4 | 174,6     | 161,0 | 127,4 | 99,3      | 72,6 | 33,1 | 2,2  |
| Höhe   | 139,6 | 120   | 99→98  | 87,5  | 76    | 73,5→71,8 | 68    | 58→57 | 47,5→46,5 | 37,5 | 26,0 | 15,5 |
| Sohlg. |       | 1,88  | 0,91   | 0,89  | 0,58  | 0,43      | 0,28  | 0,26  | 0,18      | 0,38 | 0,32 | 0,57 |

| Name                     | Seite  | Länge (km) | EZG (km²) | Lippe- km (vor Mündung) | Mün- dungs- höhe ü. NHN | Ortschaften am Fluss (*: Quellort/quellnaher Ort)                                            | Mündungsort (bei)       | DGKZ    |
| ------------------------ | ------ | ---------- | --------- | ----------------------- | ----------------------- | -------------------------------------------------------------------------------------------- | ----------------------- | ------- |
| Thunebach (inkl. Jordan) | rechts | 06,7       | 017,6     | 218,8                   | 132,7                   | Schlangen                                                                                    | Bad Lippspringe         | 278-12  |
| Steinbeke                | links  | 10,5       | 025,4     | 218,3                   | 130,5                   |                                                                                              | Bad Lippspringe         | 278-14  |
| Beke                     | links  | 17,6       | 049,9     | 214,6                   | 118,1                   | * Altenbeken                                                                                 | PB-Marienloh            | 278-16  |
| Pader                    | links  | 04,5       | 060,7     | 209,6                   | 100,0                   | * Paderborn                                                                                  | PB-Schloß Neuhaus       | 278-18  |
| Alme                     | links  | 59,1       | 763,0     | 208,8                   | 99,3                    | * Brilon-Alme, Büren                                                                         | PB-Schloß Neuhaus       | 278-2   |
| Thune                    | rechts | 24,5       | 090,7     | 204,7                   | 93,4                    | Schlangen-Kohlstädt, Schlangen, PB-Sennelager                                                | PB-Sande                | 278-32  |
| Heder                    | links  | 11,8       | 083,9     | 191,8                   | 82,4                    | * Salzkotten-Upsprunge, Salzkotten, Salzk.-Verne                                             | Salzk.-Schwelle         | 278-372 |
| Geseker Bach             | links  | 10,0       | 130,2     | 186,6                   | 79,6                    | * Geseke                                                                                     | Lippstadt-Garfeln       | 278-38  |
| Glenne                   | rechts | 45,5       | 324,6     | 170,3                   | 70,6                    | Delbrück                                                                                     | Lippstadt-Cappel        | 278-4   |
| Gieseler                 | links  | 12,9       | 160,2     | 168,9                   | 71,3                    | * Erwitte-Eikeloh, Erwitte-Bad Westernkotten                                                 | Lippstadt-Hellinghausen | 278-52  |
| Trotzbach                | links  | 20,7       | 055,0     | 163,5                   | 69,1                    | Anröchte-Altengeseke                                                                         | Lippstadt-Eickelborn    | 278-56  |
| Quabbe                   | rechts | 16,6       | 074,2     | 146,9                   | 63,8                    |                                                                                              | Lippetal-Lippborg       | 278-58  |
| Ahse                     | links  | 50,0       | 441,0     | 126,3                   | 56,8                    | * Möhnesee-Echtrop, Bad Sassendorf, Lippetal-Oestinghausen                                   | Hamm                    | 278-6   |
| Wiescher Bach            | links  | 11,1       | 037,0     | 118,6                   | 52,9                    | * Hamm-Rhynern                                                                               | Hamm-Herringen          | 278-72  |
| Beverbach                | links  | 08,3       | 033,0     | 109,2                   | 49,3                    | * Hamm-Herringen                                                                             | Bergkamen-Rünthe        | 278-732 |
| Horne                    | rechts | 12,6       | 042,4     | 109,0                   | 49,3                    | * Herbern                                                                                    | Werne                   | 278-74  |
| Seseke                   | links  | 31,9       | 319,3     | 096,9                   | 46,0                    | * Werl-Holtum, südlich Bönens, Kamen-Heeren-Werve, Kamen, Bergkamen-Oberaden                 | Lünen                   | 278-76  |
| Dattelner Mühlenbach     | links  | 09,9       | 041,6     | 077,6                   | 39,4                    | * Oer-Erkenschwick                                                                           | Datteln                 | 278-794 |
| Stever                   | rechts | 58,0       | 924,1     | 054,8                   | 32,9                    | * nördlich Nottulns, Nottuln-Appelhülsen, Senden, Lüdinghausen, Selm, Olfen, Haltern-Hullern | Haltern am See          | 278-8   |
| Sickingmühlenbach        | links  | 13,8       | 079,0     | 046,0                   | 31,0                    | * Oer-Erkenschwick-Oer, Marl-Sinsen                                                          | Marl-Sickingmühle       | 278-92  |
| Rapphoffs Mühlenbach     | links  | 14,1       | 092,9     | 034,0                   | 26,3                    | * Herten-Langenbochum, Herten-Bertlich, zwischen GE-Hassel und Marl-Polsum                   | Dorsten                 | 278-94  |
| Hammbach                 | rechts | 21,5       | 147,6     | 031,8                   | 25,6                    | westlich Dorsten-Rhades                                                                      | Dorsten-Holsterhausen   | 278-96  |

## Naturschutz
Große Bereiche der Lippeauen sind noch relativ naturnah und stehen zum Teil unter Naturschutz, wie zum Beispiel im Naturschutzgebiet Lippeaue (SO-007) im Kreis Soest und in vielen anderen Naturschutzgebieten namens Lippeaue. Dank der Renaturierung sind der Eisvogel, die Uferschwalbe, die Löffelente und der Weißstorch zurückgekehrt. Erholt haben sich bei den Fischen der Steinbeißer und die Nase. Durch Larvensetzung gibt es die selten gewordene Quappe, die in Nordrhein-Westfalen fast nur noch in der Lippe und ihren Nebengewässern vorkommt. An der Lippe wurden große Bereiche von der NRW-Stiftung angekauft, um sie für den Naturschutz zu sichern. Zuletzt kaufte die Stiftung 2019 300 Hektar Land bei Ahsen.
Im Februar 2018 wurden vom VSR-Gewässerschutz e. V. erhöhte Nitratwerte in der Lippe festgestellt. Alle Messpunkte des Vereins wiesen mehr als 20 mg/l Nitrat auf, in der Regel sogar mehr als 25 mg/l Nitrat. Der höchste Messwert lag bei 29,3 mg/l Nitrat, gemessen in Paderborn. Für einen „guten Zustand“ dürfte die Lippe laut Wasserrahmenrichtlinie mit maximal 11 mg/l Nitrat belastet sein. Als Hauptgründe nennt der Verein stark belastete Nebenflüsse und die intensive Landwirtschaft im Einzugsgebiet.

## Wasserregulierung und industrielle Nutzung
In Hamm dient die Lippe der Wasserregulierung des westdeutschen Kanalnetzes durch den Wasserverband Westdeutsche Kanäle. An der dortigen Wasserübergabe kann durch eine 18 Meter breite Wehranlage Lippewasser im natürlichen Gefälle in den Datteln-Hamm-Kanal geleitet werden. Umgekehrt kann der Lippe in Trockenzeiten an gleicher Stelle und auch durch Rückpumpwerke an den Kanalschleusen aus dem Rhein und der Ruhr Wasser zugeführt werden. Von 1897 bis 1914 gab es ein Pumpwerk an der Kanalbrücke Alte Fahrt des Dortmund-Ems-Kanals bei Olfen, welches mit Dampfkraft Lippewasser in den Kanal hochhob.
Das Wasser der Lippe wird ferner von einigen Kraftwerken, unter anderem dem Gersteinwerk, zur Kühlung genutzt. Hierdurch erhöht sich die Wassertemperatur weit über das natürliche Maß hinaus. In heißen Sommern werden gezielt Kraftwerksblöcke abgeschaltet, um eine weitere Erhöhung der Wassertemperatur zu verhindern, weil dies zu einer Gefährdung der in der Lippe lebenden Fische führen würde.
Für den Hochwasserschutz und die Gewässerunterhaltung sind der Wasserverband Obere Lippe in Büren, die Bezirksregierung Detmold, die Bezirksregierung Arnsberg (Umweltverwaltung, Standort Lippstadt) und der Lippeverband in Essen zuständig.
Der Lippedeich in Hamm-Herringen ist mit 17 m Höhe der höchste Flussdeich Deutschlands.
Das Wasser der Lippe wird nicht direkt zu Trinkwasser verarbeitet. Es hat von Natur aus und durch die Einleitung von Grubenwasser aus dem früheren Steinkohlenbergbau einen erheblichen Gehalt an Chloriden. Durch die Speisung des westdeutschen Kanalnetzes in Hamm dient die Lippe jedoch indirekt der Trinkwassergewinnung: Das Kanalwasser wird über den Dortmund-Ems-Kanal zur Anreicherung des Lippe-Nebenflusses Stever genutzt, der die hintereinander gelegenen Reservoirs Talsperre Hullern und Halterner Stausee mit insgesamt 32 Mio. m³ Stauinhalt durchfließt. Etwa zwei Drittel des Wassers der Stever werden unterhalb der Seen zur Lippe weitergeleitet, ein Drittel wird hier zur Grundwasseranreicherung und Trinkwassergewinnung genutzt.

## Verkehr

### Lippeschifffahrt

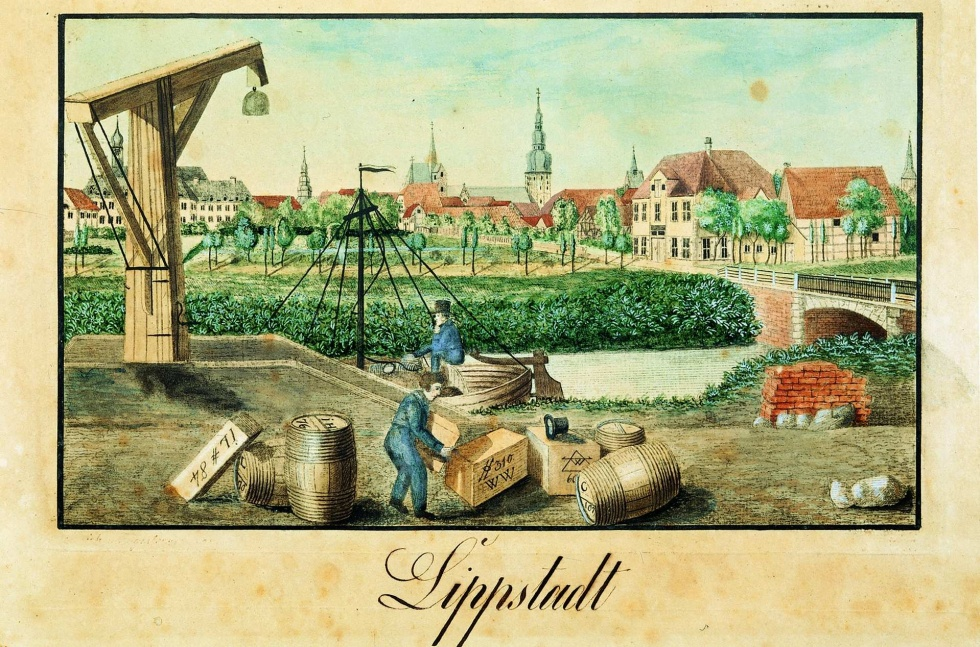
Darstellung des Lippstädter Hafens um 1830

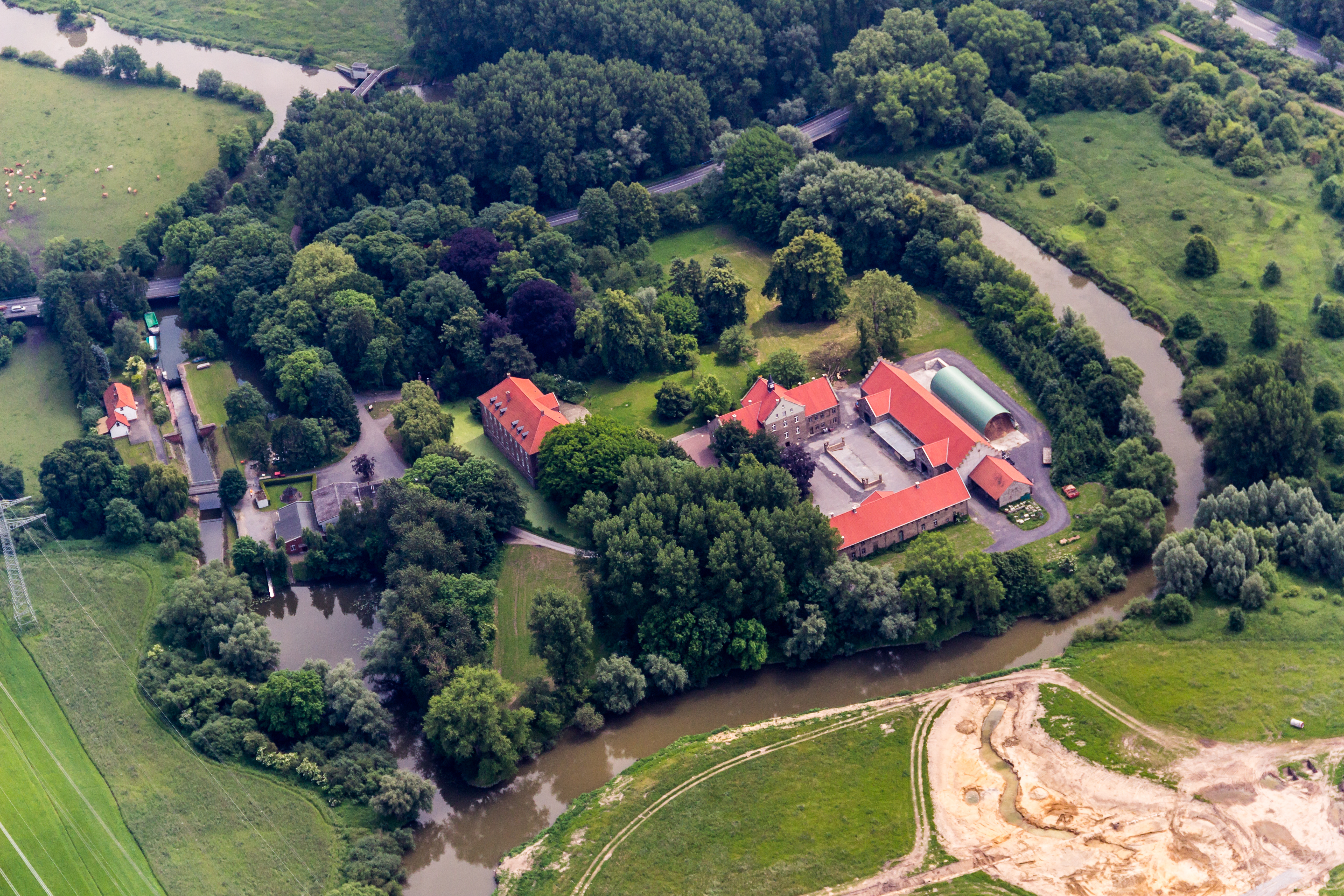
Lippeschleuse Uentrop

Die Geschichte der Lippeschifffahrt reicht mindestens bis in die Römerzeit zurück; denn bereits die Römer nutzten den Fluss, lat. Lupia genannt, um ihre Güter mit Hilfe kleiner Schiffe zu transportieren.
Im Spätmittelalter und in der Frühen Neuzeit wurde die Lippe als Schifffahrtsweg rege genutzt. Im Jahre 1526 beispielsweise passierten 225 Lippeschiffe die Stadt Dorsten. In späterer Zeit konnte sich die Lippeschifffahrt nicht recht entwickeln, da zahlreiche Schiffmühlen und Sandbänke sowie die Zollschranken sie behinderten. Als jedoch 1815 mit dem Anschluss Westfalens an Preußen die Lippe auf ihrer gesamten Länge preußisch wurde, konnten Pläne zur Schiffbarmachung realisiert und die Schifffahrt ohne Zollschranken wirtschaftlich durchgeführt werden. Bereits 1816 begannen aufgrund der Initiative von Ludwig von Vincke, dem Oberpräsidenten der Provinz Westfalen, die Arbeiten zum Lippeausbau. Der Fluss wurde durch den Bau von Schleusen und Umgehungskanälen ausgebaut und war ab 1826 durchgängig bis Lippstadt schiffbar. Von 1815 bis 1825 vervierzehnfachte sich der Schiffsverkehr auf der Lippe. Transportiert wurden insbesondere Salz, Getreide, Eisenerz, Steine und Holz. Die Fahrt von Hamm nach Wesel dauerte vier Tage, von Hamm nach Lippstadt einen Tag. Pferde auf Treidelpfaden zogen die Frachtkähne flussaufwärts. Wehre und Schleusen stellten eine ausreichende Wassertiefe sicher. Auf der Fahrt von Wesel nach Lippstadt mussten folgende elf Schleusen durchfahren werden:
1. Lippeschleuse Datteln
2. Lippeschleuse Dahl bei Bork
3. Lippeschleuse Horst bei Waltrop
4. Lippeschleuse Beckinghausen
5. Lippeschleuse Werne
6. Lippeschleuse Stockum
7. Lippeschleuse Hamm
8. Lippeschleuse Heessen
9. Lippeschleuse Uentrop
10. Lippeschleuse Kesseler bei Lippborg
11. Lippeschleuse Benninghausen

Für die Treidelschiffe gab es Häfen, von denen heute noch der Lippehafen Wesel Zeugnis ablegt. In den Jahren von 1853 bis 1856 unternahm der Gerichtssekretär Hermann aus Hamm den Versuch, die Dampfschifffahrt auf der Lippe zu etablieren. 1854 gründete er zusammen mit anderen Investoren die Rhein- und Lippe Schleppschiffahrts-Gesellschaft. Sie verfügte 1856 über drei Dampfschlepper sowie sechs größere und neun kleinere Schiffe für den Verkehr auf der Lippe. Der mangelhafte Ausbau des Flusses und die noch nicht ausgereifte Technik der Dampfschlepper verhinderten aber einen wirtschaftlichen Betrieb, weshalb die Gesellschaft im Jahr 1856 wieder aufgelöst und die Dampfschifffahrt auf der Lippe eingestellt wurde. Später stand auch die Konkurrenz der Eisenbahn einem wirtschaftlichen Betrieb der Schifffahrt auf der Lippe entgegen.
Erst im 20. Jahrhundert wurde wegen des Bedarfs an Gütertransporten für die Industrie der Schiffsverkehr wieder aufgenommen, jedoch nicht auf der Lippe selbst, sondern auf dem dafür geschaffenen sogenannten Lippe-Seitenkanal, der sich aus dem Datteln-Hamm-Kanal (seit 1914) und dem Wesel-Datteln-Kanal (seit 1930) zusammensetzt.

### Fähren

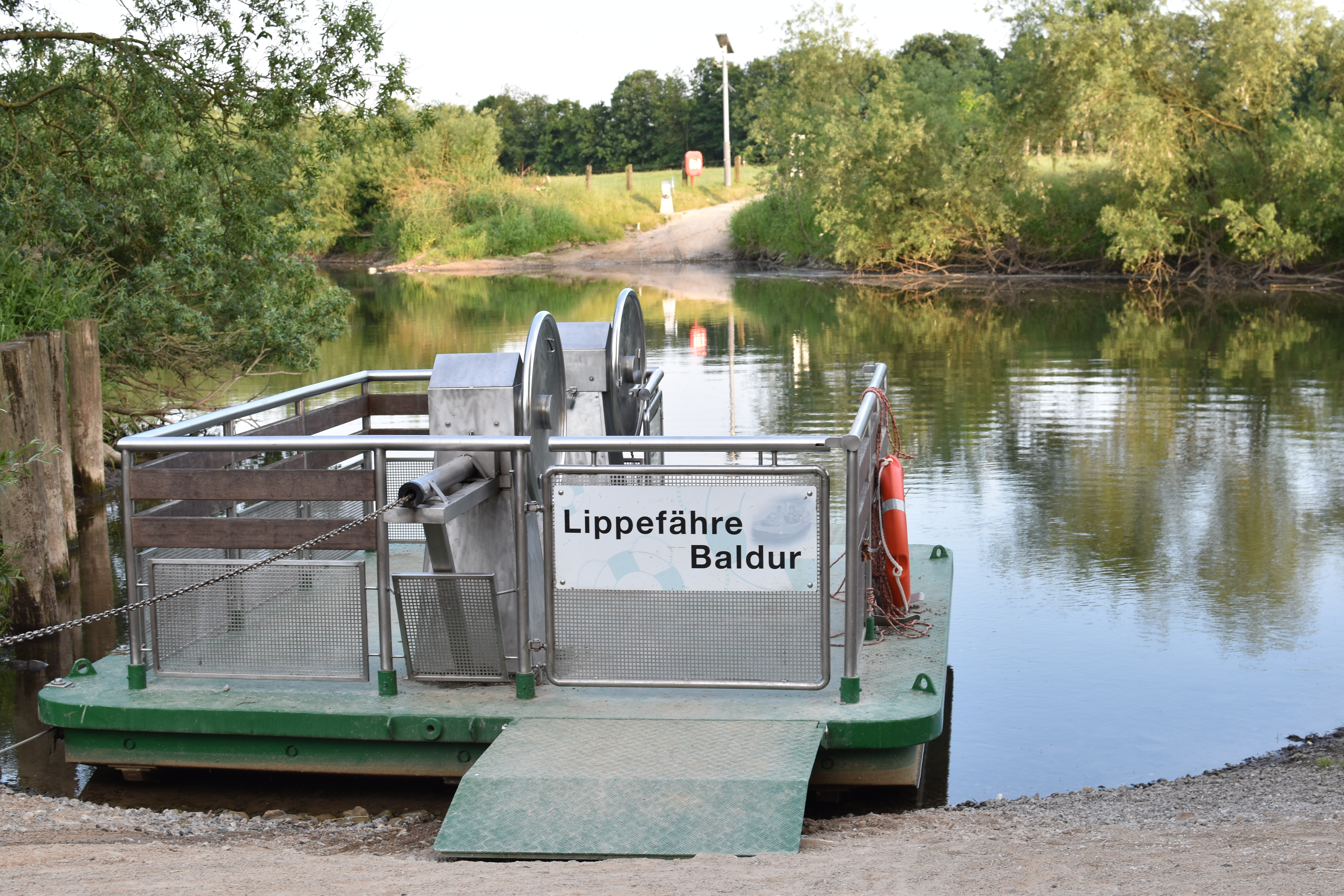
Fähre Baldur in Dorsten

Zusätzlich zu den Brücken gibt es noch vier Fähren: Lupia in Hamm (beim Schloss Oberwerries), Maifisch in Haltern am See, Baldur in Dorsten (zwischen den Stadtteilen Hardt und Holsterhausen) und Quertreiber in Wesel (beim RWE-Umspannwerk Obrighoven). Es handelt sich um unentgeltlich benutzbare Seilfähren für Fußgänger und Radfahrer, die diese selbst mit Muskelkraft betätigen müssen. Früher gab es auf der Lippe eine Vielzahl an Fähren, so beispielsweise in Flaesheim und vom Lüner Ortsteil Beckinghausen zur Eisenhütte Westfalia im Altlünener Ortsteil Wethmar.

### Kanäle und Radweg

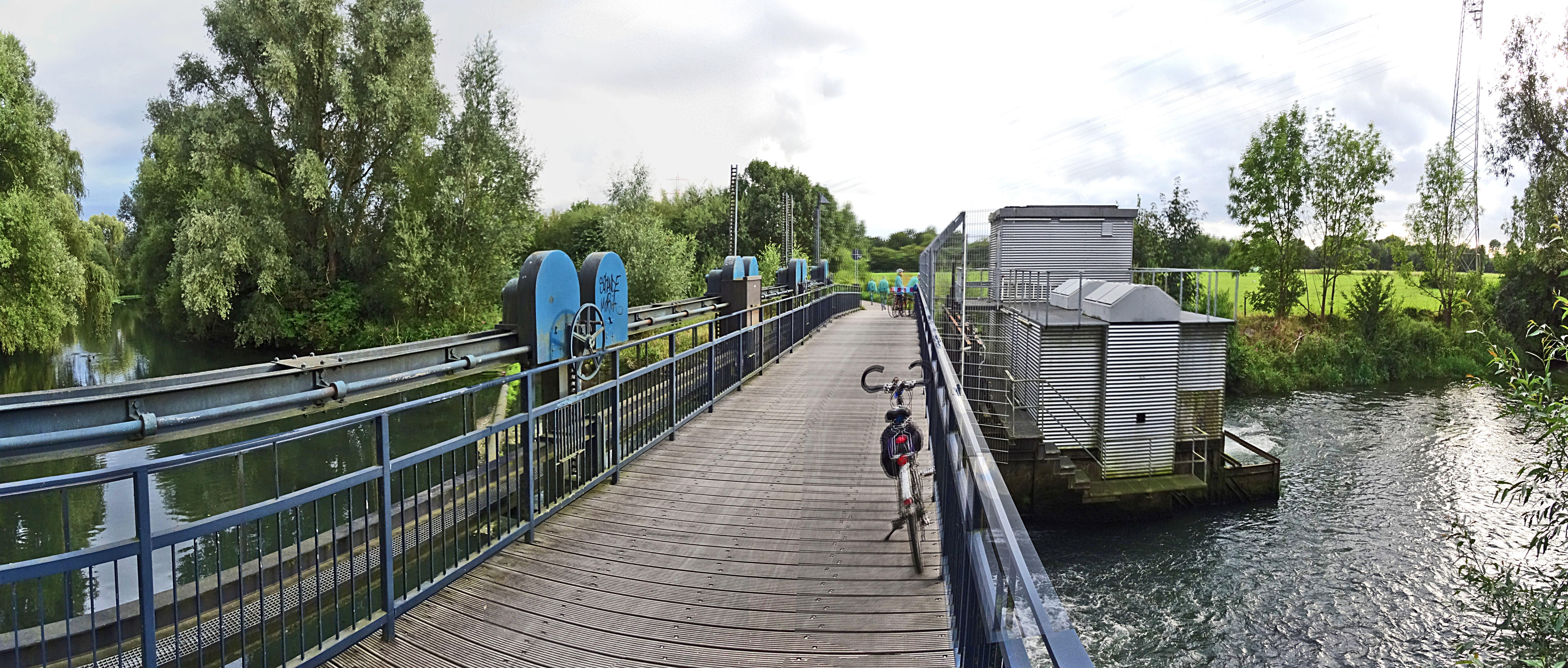
Boker Kanal, Abtrennung bei Schloß Neuhaus

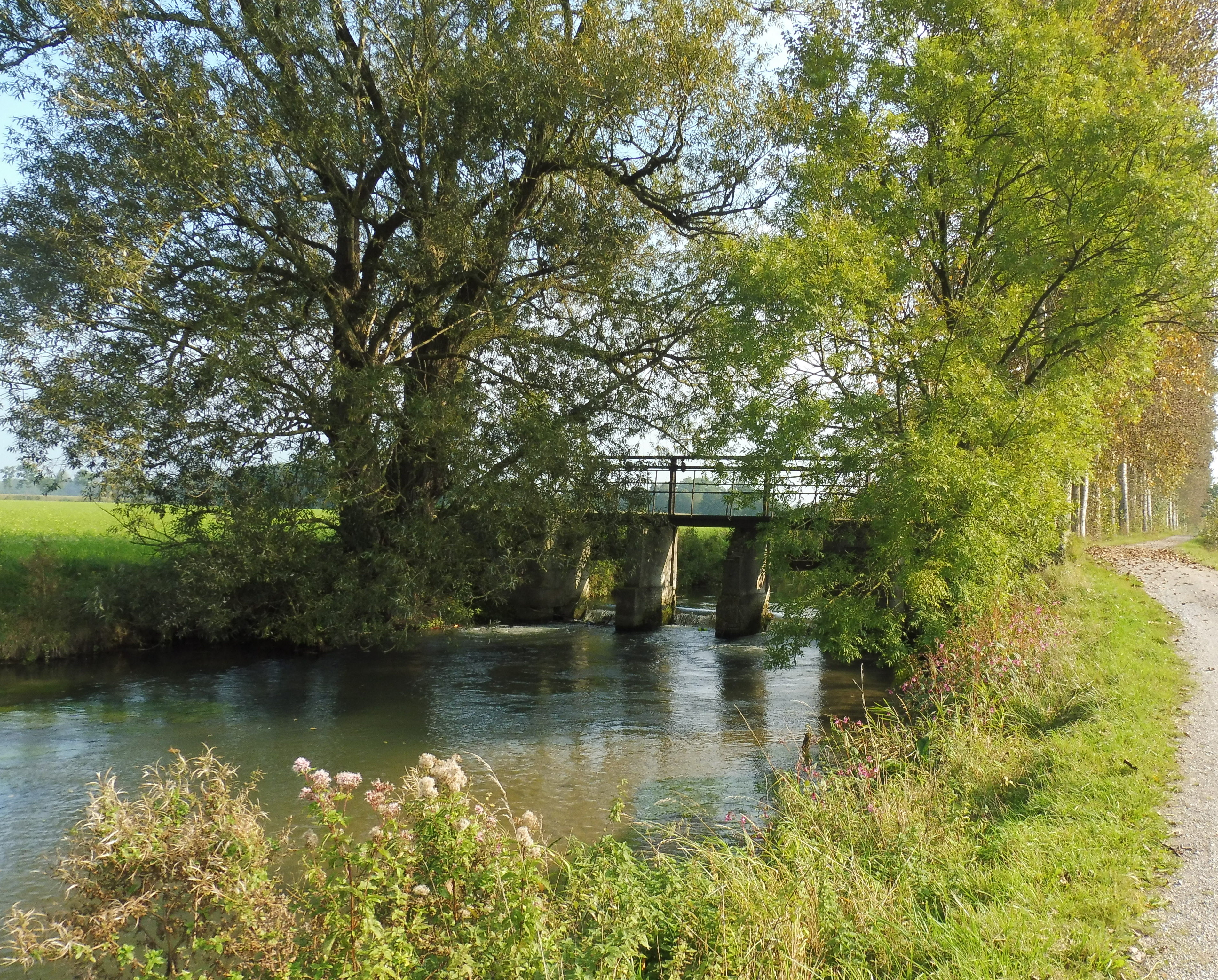
Boker-Heide-Kanal bei Delbrück

Parallel zur Lippe verläuft von Paderborn bis Lippstadt der Boker-Heide-Kanal, ein bedeutendes technisches Kulturdenkmal Westfalens. Der Datteln-Hamm-Kanal begleitet die Lippe als Seitenkanal am südlichen Ufer vom östlichen Hammer Stadtteil Schmehausen bis nach Datteln, wo er auf den Dortmund-Ems-Kanal trifft. Von Datteln verläuft dann, ebenfalls am südlichen Ufer parallel zur Lippe, der Wesel-Datteln-Kanal bis zum Rhein. Beide Kanäle werden aufgrund ihres Verlaufes auch Lippe-Seitenkanal genannt.
Der Radfernweg Römer-Lippe-Route, der 2013 die Römerroute ablöste, führt in weiten Teilen an der Lippe entlang.

## Geschichte

### Römische Legionslager an der Lippe
Während der Augusteischen Germanenkriege (12 v. Chr. – 16 n. Chr.), in denen das Römische Reich versuchte, Germania Magna zu einer römischen Provinz zu machen, diente die Lippe aufgrund ihrer Schiffbarkeit als wichtiger Verkehrsweg für die römische Armee. Diese errichtete deshalb an der Lippe eine Reihe von römischen Legionslagern. Diese sind, von der Mündung flussaufwärts:
- Xanten: An der Mündung in den Rhein. Existierte von 13/12 v. Chr. bis 70 n. Chr. Fläche 926 m × 650 m; um 1600 entdeckt
- Holsterhausen: Existierte von 11 v. Chr. bis 9 n. Chr. Fläche 900 m × 650 m; 1998 entdeckt
- Haltern am See: Existierte von 7/5 v. Chr. bis 16 n. Chr. Fläche 560 m × 380 m; 1838 entdeckt
- Olfen: Existierte von 11 v. Chr. bis 7 v. Chr. Fläche 230 m × 250 m; 2011 entdeckt[34]
- Beckinghausen: Existierte als Uferkastell um 11 bis 8/7 v. Chr., danach zeitnahe nicht-römische Wiederbesiedlung; Fläche 185 m × 88 m; 1906 entdeckt[35]
- Oberaden: Existierte von 11 v. Chr. bis 8/7 v. Chr. Fläche 250 m × 230 m; 1905 entdeckt[36]
- Anreppen: Existierte 4/5 n. Chr. Fläche 750 m × 330 m; 1968 entdeckt